# Euproctis leucorhabda
Euproctis leucorhabda är en fjärilsart som beskrevs av Collenette 1939. Euproctis leucorhabda ingår i släktet Euproctis och familjen tofsspinnare. Inga underarter finns listade i Catalogue of Life.